# Medetera glauca
Medetera glauca är en tvåvingeart som beskrevs av Friedrich Hermann Loew 1869. Medetera glauca ingår i släktet Medetera och familjen styltflugor. Arten är reproducerande i Sverige. Inga underarter finns listade i Catalogue of Life.